# Screen Actors Guild Awards 2000
La sesta cerimonia del Premio SAG si è svolta il 12 marzo 2000.

## Cinema

### Migliore attore protagonista
- Kevin Spacey – American Beauty
- Jim Carrey – Man on the Moon
- Russell Crowe – Insider - Dietro la verità (The Insider)
- Philip Seymour Hoffman – Flawless - Senza difetti (Flawless)
- Denzel Washington – Hurricane - Il grido dell'innocenza (Hurricane)

### Migliore attrice protagonista
- Annette Bening – American Beauty
- Janet McTeer – In cerca d'amore (Tumbleweeds)
- Julianne Moore – Fine di una storia (The End of the Affair)
- Meryl Streep – La musica del cuore (Music of the Heart)
- Hilary Swank – Boys Don't Cry

### Migliore attore non protagonista
- Michael Caine – Le regole della casa del sidro (The Cider House Rules)
- Chris Cooper – American Beauty
- Tom Cruise – Magnolia
- Michael Clarke Duncan – Il miglio verde (The Green Mile)
- Haley Joel Osment – Il sesto senso (The Sixth Sense)

### Migliore attrice non protagonista
- Angelina Jolie – Ragazze interrotte (Girl, Interrupted)
- Cameron Diaz – Essere John Malkovich (Being John Malkovich)
- Catherine Keener – Essere John Malkovich
- Julianne Moore – Magnolia
- Chloë Sevigny – Boys Don't Cry

### Migliore cast
- American Beauty
Annette Bening, Wes Bentley, Thora Birch, Chris Cooper, Peter Gallagher, Allison Janney, Kevin Spacey e Mena Suvari
- Essere John Malkovich
Orson Bean, John Cusack, Cameron Diaz, Catherine Keener, John Malkovich, Mary Kay Place e Charlie Sheen
- Magnolia
Jeremy Blackman, Tom Cruise, Melinda Dillon, April Grace, Luis Guzmán, Philip Baker Hall, Philip Seymour Hoffman, Ricky Jay, William H. Macy, Alfred Molina, Julianne Moore, John C. Reilly, Jason Robards e Melora Walters
- Il miglio verde
Patricia Clarkson, James Cromwell, Jeffrey DeMunn, Michael Clarke Duncan, Graham Greene, Tom Hanks, Bonnie Hunt, Doug Hutchison, Michael Jeter, David Morse, Barry Pepper, Sam Rockwell e Harry Dean Stanton
- Le regole della casa del sidro
Jane Alexander, Erykah Badu, Kathy Baker, Michael Caine, Kieran Culkin, Delroy Lindo, Tobey Maguire, Kate Nelligan, Paul Rudd e Charlize Theron

## Televisione

### Migliore attore in un film televisivo o miniserie
- Jack Lemmon – Il martedì da Morrie (Tuesdays with Morrie)
- Hank Azaria – Il martedì da Morrie
- Peter Fonda – The Passion of Ayn Rand
- George C. Scott – Inherit the Wind
- Patrick Stewart – Il canto di Natale (A Christmas Carol)

### Migliore attrice in un film televisivo o miniserie
- Halle Berry – Vi presento Dorothy Dandridge (Introducing Dorothy Dandridge)
- Kathy Bates – Annie
- Judy Davis – A Cooler Climate
- Sally Field – A Cooler Climate
- Helen Mirren – The Passion of Ayn Rand

### Migliore attore in una serie drammatica
- James Gandolfini – I Soprano (The Sopranos)
- David Duchovny – X-Files (The X-Files)
- Dennis Franz – NYPD - New York Police Department
- Rick Schroder – NYPD - New York Police Department
- Martin Sheen – West Wing - Tutti gli uomini del Presidente (The West Wing)

### Migliore attrice in una serie drammatica
- Edie Falco – I Soprano
- Gillian Anderson – X-Files
- Lorraine Bracco – I Soprano
- Nancy Marchand – I Soprano
- Annie Potts – Da un giorno all'altro (Any Day Now)

### Migliore attore in una serie commedia
- Michael J. Fox – Spin City
- Kelsey Grammer – Frasier
- Peter MacNicol – Ally McBeal
- David Hyde Pierce – Frasier
- Ray Romano – Tutti amano Raymond (Everybody Loves Raymond)

### Migliore attrice in una serie commedia
- Lisa Kudrow – Friends
- Calista Flockhart – Ally McBeal
- Lucy Liu – Ally McBeal
- Sarah Jessica Parker – Sex and the City
- Tracey Ullman – Tracey Takes On...

### Migliore cast in una serie drammatica
- I Soprano
Lorraine Bracco, Dominic Chianese, Edie Falco, James Gandolfini, Robert Iler, Michael Imperioli, Nancy Marchand, Vincent Pastore, Jamie-Lynn DiScala, Tony Sirico, Steve Van Zandt
- E.R. - Medici in prima linea (ER)
Anthony Edwards, Laura Innes, Alex Kingston, Eriq La Salle, Julianna Margulies, Paul McCrane, Michael Michele, Erik Palladino, Gloria Reuben, Goran Višnjić, Noah Wyle
- Law & Order
Benjamin Bratt, Angie Harmon, Steven Hill, Carey Lowell, Jesse L. Martin, Jerry Orbach, Sam Waterston
- NYPD - New York Police Department
Bill Brochtrup, Gordon Clapp, Kim Delaney, Dennis Franz, James McDaniel, Ricky Schroder, Andrea Thompson, Nicholas Turturro
- The Practice
Michael Badalucco, Lara Flynn Boyle, Lisa Gay Hamilton, Steve Harris, Camryn Manheim, Dylan McDermott, Marla Sokoloff, Kelli Williams

### Migliore cast in una serie commedia
- Frasier
Peri Gilpin, Kelsey Grammer, Jane Leeves, John Mahoney, David Hyde Pierce
- Ally McBeal
Gil Bellows, Lisa Nicole Carson, Portia De Rossi, Calista Flockhart, Greg Germann, Jane Krakowski, Lucy Liu, Peter MacNicol, Vonda Shepard, Courtney Thorne-Smith
- Friends
Jennifer Aniston, Courtney Cox, Lisa Kudrow, Matt LeBlanc, Matthew Perry, David Schwimmer
- Tutti amano Raymond
Peter Boyle, Brad Garrett, Patricia Heaton, Doris Roberts, Ray Romano, Madylin Sweeten
- Sports Night
Josh Charles, Robert Guillaume, Felicity Huffman, Peter Krause, Sabrina Lloyd, Joshua Malina

## SAG Annual Life Achievement Award
- Sidney Poitier